# Чирисан
Чирисан (Чиисан) (на корейски: 지리산, 智異山, Jirisan или Chirisan) е планински масив в най-южната част на Южна Корея, издигащ се в южната част на хребета Собек (югозападно разклонение на Източнокорейските планини). Дължината му е около 50 km, а височината – до 1915 m на едноименния връх Чирисан, най-високият в Южна Корея. Склоновете му на височина до 1400 m са покрити с широколистни (дъб, ясен) и смесени гори, а нагоре следват иглолистни гори съставени от смърч, бор и лиственица.